# La Chapelle-des-Pots
La Chapelle-des-Pots là một xã trong tỉnh Charente-Maritime trong vùng Nouvelle-Aquitaine, tây nam nước Pháp. Xã La Chapelle-des-Pots nằm ở khu vực có độ cao từ 19-88 mét trên mực nước biển.